# جمعية راجستان التشريعية
المجلس التشريعي لولاية راجاستان أو راجستان فيدهان سبها هو برلمان بغرفة واحدة لولاية راجاستان الهندية.
يجتمع المجلس في فيدهانا بهافان الواقعة في جايبور، عاصمة راجستان. يتم انتخاب أعضاء الجمعية التشريعية مباشرة من قبل الشعب لمدة 5 سنوات. يتألف المجلس التشريعي في الوقت الحاضر من 200 عضو.

## التاريخ
تم افتتاح أول جمعية تشريعية في راجستان (1952-1957) في 31 مارس 1952. كان قوامها 160 عضوا. تم زيادة الأعضاء إلى 190 بعد اندماج ولاية أجمر السابقة مع راجستان في عام 1956. بلغ عدد أعضاء الجمعية التشريعية الثانية (1957-1962) والثالثة (1962-1967) 176 عضوا. ضمت الجمعية التشريعية الرابعة (1967-1972) والخامسة (1972-1977) 184 عضوًا. أصبح الأعضاء 200 من الجمعية التشريعية السادسة (1977–80) فصاعدًا. بدأت الجمعية التشريعية الرابعة عشرة في 21 يناير 2013.  كان أوميد سينغ من بارمر أصغر عضو في الجمعية التشريعية في راجستان، حيث تم إعلان نتيجة انتخابات عام 1962 في 19 فبراير 1962 وتم انتخابه من بارمر، عندما كان عمره 25 عامًا و 4 أشهر فقط.  

## أعضاء الحزب الحكيم في الجمعية الخامسة عشرة
| الحزب                         | المقاعد |
| ----------------------------- | ------- |
| المؤتمر الوطني الهندي         | 107     |
| حزب بهاراتيا جاناتا           | 72      |
| حزب الديمقراطية الوطنية       | 3       |
| الحزب الشيوعي الهندي (ماركسي) | 2       |
| حزب بهاراتيا القبلي           | 2       |
| راشتريا لوك دال               | 1       |
| المستقلون                     | 12      |
| مستقل                         | 1       |
| مجموع المقاعد                 | 200     |

- في 16 سبتمبر 2019، انضم جميع أعضاء حزب بهوجان ساماج الستة إلى المؤتمر الوطني، مما رفع عدد مقاعد المؤتمر إلى 106 في الجمعية.

في 24 أكتوبر 2019، فاز المؤتمر الوطني الهندي بدائرة مانداوا وفاز الحزب الوطني الديمقراطي بدائرة خيفانسار في استطلاعات الرأي التي أجريت في 21 أكتوبر 2019 والتي رفعت حصة الحزبين إلى 107 و 3 على التوالي.

## روابط خارجية
- موقع نتائج انتخابات راجستان لوك سابها لعام 2019
- انتخابات جمعية راجستان 2013 الأخبار ، قائمة المرشحين